# Tobias Rosbach
Tobias Rosbach (1664 – 28. november 1728 på Husumgård, Brønshøj Sogn) var en slesvigsk overkrigskommissær.
Han blev 1689 kongelig landfoged i Stapelholm, men gik af endnu samme år, da den gottorpske del af Slesvig blev givet tilbage til hertugen. Rosbach blev så postmester i Rendsborg, hvor han 5. december 1690 ægtede Lucie Elisabeth Rebiger. 1702 fik han ansættelse som krigskommissær ved det danske hjælpekorps i kejserlig tjeneste, blev 1704 udnævnt til overkrigskommissær, uden at hans stilling derved forandredes, og 1706 til justitsråd. Forplejningsforholdene ved dette korps var i sig selv meget indviklede, hvortil kom, at der til bestikkelse af kejserlige embedsmænd og lignende poster måtte anvendes betydelige summer, for hvilke der ikke kunne præsteres kvittering. At dette let kunne give anledning til misbrug, er klart; "egennytte" var en skødesynd hos tidens embedsmænd, og Rosbach var ingen undtagelse fra reglen; men han var tillige en snedig person, som det ikke var let at komme til livs.
Allerede to år efter hans ansættelse, da Andreas Harboe havde overtaget kommandoen over korpset, gjorde denne indvendinger mod Rosbachs regnskabsførelse, og siden levede Rosbach i uafbrudt strid med officererne om de dem tilkommende afregningspenge. Efter at sagen i udlandet havde været behandlet af forskellige kommissioner, gav den efter korpsets hjemkomst (1709) anledning til en langvarig og indviklet proces, hvis akter dog kun til dels er bevarede. Rosbach synes at være sluppet med en erstatning eller bøde, men uden egentlig straf. Derimod sad han lige til 1726 i varetægtsarrest. Nogle måneder efter løsladelsen blev han forvist fra hovedstaden på grund af utilladelig korrespondance med udlandet. Han døde 28. november 1728 på Husumgård, Brønshøj Sogn.